# Membrane du sternum
La membrane du sternum (ou ligaments sterno-costaux radiés postérieurs ou ligaments rayonnés postérieurs ou ligaments chondro-sternaux postérieurs) s’insèrent sur les faces postérieures des extrémités sternales des cartilages costaux et divergent vers le pourtour des incisures costales et la face postérieure du sternum.